# Trento (provins)
Trento är en provins i regionen Trentino-Alto Adige i Italien med huvudort Trento. Området tillhörde Grevskapet Tyrolen i Österrike-Ungern men ockuperades av Kungariket Italien 1918 och blev en del av kungariket 1919 i samband med freden i Saint-Germain. Andra namn för området är Trentino och Welschtirol.  Provinsen Bolzano bildades ur Trento 1927.

## Världsarv i provinsen
- Dolomiterna som delvis ligger i provinsen är världsarv sedan 2009.

## Administrativ indelning
Provinsen Trento är indelad i 166 kommuner. Alla kommuner finns i lista över kommuner i provinsen Trento.
Kommunerna Pedemonte och Casotto sammanslogs 1927 till Pedemonte och flyttades till provinsen Vicenza. Kommunerna Magasa och Valvestino flyttades 1934 till provinsen Brescia.
| Datum          | Ny kommun                | Kommuner som upphörde                                   |
| -------------- | ------------------------ | ------------------------------------------------------- |
| 1 januari 2015 | Valdaone                 | Bersone, Daone och Praso                                |
| 1 januari 2015 | Predaia                  | Coredo, Smarano, Taio, Tres och Vervò                   |
| 1 januari 2016 | Amblar-Don               | Amblar och Don                                          |
| 1 januari 2016 | Altavalle                | Faver, Grauno, Grumes och Valda                         |
| 1 januari 2016 | Altopiano della Vigolana | Bosentino, Centa San Nicolò, Vattaro och Vigolo Vattaro |
| 1 januari 2016 | Sella Giudicarie         | Bondo, Breguzzo, Lardaro och Roncone                    |
| 1 januari 2016 | Borgo Chiese             | Brione, Cimego och Condino                              |
| 1 januari 2016 | Madruzzo                 | Calavino och Lasino                                     |
| 1 januari 2016 | Cembra Lisignago         | Cembra och Lisignago                                    |
| 1 januari 2016 | Contà                    | Cunevo, Flavon och Terres                               |
| 1 januari 2016 | Porte di Rendena         | Darè, Vigo Rendena och Villa Rendena                    |
| 1 januari 2016 | Dimaro Folgarida         | Dimaro och Monclassico                                  |
| 1 januari 2016 | San Lorenzo Dorsino      | Dorsino och San Lorenzo in Banale                       |
| 1 januari 2016 | Tre Ville                | Montagne, Preore och Ragoli                             |
| 1 januari 2016 | Ville d'Anaunia          | Nanno, Tassullo och Tuenno                              |
| 1 januari 2016 | Vallelaghi               | Padergnone, Terlago och Vezzano                         |
| 1 januari 2016 | Pieve di Bono-Prezzo     | Pieve di Bono och Prezzo                                |
| 1 januari 2018 | San Giovanni di Fassa    | Pozza di Fassa och Vigo di Fassa                        |
| 1 januari 2019 | Castel Ivano             | Spera, Strigno och Villa Agnedo                         |
| 1 januari 2019 | Terre d'Adige            | Nave San Rocco och Zambana                              |
| 1 juli 2019    | Castel Ivano             | Ivano-Fracena uppgick i                                 |
| 1 januari 2020 | Borgo d'Anaunia          | Castelfondo, Fondo och Malosco                          |
| 1 januari 2020 | Novella                  | Brez, Cagnò, Cloz, Revò och Romallo                     |
| 1 januari 2020 | San Michele all'Adige    | Faedo uppgick i                                         |
| 1 januari 2020 | Ville di Fiemme          | Carano, Daiano och Varena                               |

## Geografi
Provinsen Trento gränsar:
- i norr mot provinsen Bolzano
- i öst och syd mot provinserna Belluno, Vicenza och Verona
- i väst mot provinserna Brescia och Sondrio